# Lifan 820
La Lifan 820 è un'autovettura prodotta dalla casa automobilistica cinese Lifan dal 2015 al 2020.
In Russia è stata venduta come Lifan Murman.

## Descrizione
Lanciata nel 2014 al Salone dell'Auto di Pechino la produzione e le vendite sul mercato cinese sono partite nel 2015. Le motorizzazioni disponibili erano un quattro cilindri benzina da 1,8 litri che eroga 133 CV e 168 Nm di coppia e un quattro cilindri benzina da 2,4 litri che eroga 167 CV con una coppia di 226 Nm.

### Lifan 820EV
Presentata durante il salone di Shanghai 2015, la Lifan 820EV è la versione elettrica della berlina 820 ed è alimentata da un motore elettrico da 190 CV in grado di erogare una coppia massima di 440 Nm. La batteria è da 60 kWh.
Secondo i dati dichiarati dalla casa, la velocità massima dell'820EV è di 150 km/h e l'autonomia massima è di 330 km (ciclo NEDC). La vettura ha poi debuttato sul mercato nel 2018.